# Бургкунштат
Бургкунштат (њем. Burgkunstadt) град је у њемачкој савезној држави Баварска. Једно је од 11 општинских средишта округа Лихтенфелс. Према процјени из 2010. у граду је живјело 6.731 становника. Посједује регионалну шифру (AGS) 9478116.

## Географски и демографски подаци
Бургкунштат се налази у савезној држави Баварска у округу Лихтенфелс. Град се налази на надморској висини од 304 метра. Површина општине износи 40,6 km². У самом граду је, према процјени из 2010. године, живјело 6.731 становника. Просјечна густина становништва износи 166 становника/km².